# Don Boscokerk (Oss)
De Don Boscokerk was een parochiekerk in de stad Oss in de Nederlandse provincie Noord-Brabant. Het gebouw was gelegen aan de Lijsterlaan 6.

## Geschiedenis
De parochie werd gesticht in 1951 voor de Schadewijk, de oostelijke uitbreidingswijk van Oss. In 1954 kwam de kerk gereed naar ontwerp van J.A. de Reus in de stijl van de Bossche School. Na verloop van tijd nam het kerkbezoek sterk af en werd de ruimte in tweeën gedeeld. 
In 1995 werd de kerk onttrokken aan de eredienst, om in 1998 te worden gesloopt. Op de plaats van de kerk kwam een appartementencomplex.

## Gebouw
Het bakstenen gebouw was ontworpen in traditionalistische basilicastijl met een klokkengevel boven het koor en een monumentale ingangspartij met driehoekig fronton en rondbogige ingangspoorten.
Achter de kerk lag een begraafplaats, die er nog altijd is.